# Fan art
 (mars 2021).

Fan art d'un personnage appelé Mahuri, inspiré de Mahoro (Mahoromatic, 1998) et Haruhi (La Mélancolie de Suzumiya Haruhi, 2003).

Le fan art ou fanart, terme issu de l'anglais, est une œuvre réalisée par un fan et s’inspirant (ou reproduisant) d'un ou de plusieurs personnages, d'une scène, ou de l’univers d’une œuvre existante, qu’elle soit littéraire, picturale ou audiovisuelle.
Ce terme ne se limite pas aux arts graphiques. Le cosplay consiste ainsi à recréer le costume d'un personnage pour le porter, tandis que des anime music video sont des films amateurs reprenant des scènes d'animes.

## Définition
Classiquement, le fan art peut n'être qu'inspiré de la description de l'auteur original du livre ou de l'image de l'acteur ou du personnage du film ou de l'animation considérée. Un exemple est celui des livres et des films sur Harry Potter, dont les fan arts ne ressemblent pas forcément aux acteurs mais ne reprennent que les traits caractéristiques des personnages : lunettes et cicatrices pour Harry Potter, cheveux blonds et traits aristocratiques pour Drago Malefoy.
Le prérequis d'un fan art est avant tout d'être reconnaissable (il doit permettre de distinguer qui est représenté, quel est le lieu si c'est un lieu du canon, etc.)
Les créations de fan art relèvent le plus souvent d’un assemblage d'images préexistantes, juxtaposées ou superposées. Ces images apparaissent souvent détourées, comme celles que l’on peut trouver dans la presse magazine à destination des adolescents.
Pour Aurélien Bellanger, « c’est une sous-branche de l’art naïf, un art modeste, au sens que lui prête le peintre Hervé Di Rosa. »

## Droit d'auteur
Le fan art se différencie des dessins dépeignant des personnages inventés par l'auteur du dessin (nommés communément « originaux ») par le fait qu'il est la représentation d'un héros existant. Dans certains pays, ceci constitue une violation de droit d'auteur : l'auteur, fixant les modalités de l'utilisation de son œuvre, peut engager une action en contrefaçon contre toute exploitation non autorisée et, en vertu du droit au respect de l'intégrité de l'œuvre, peut s'opposer à toute modification ou déformation de son œuvre.
En l'absence d'autorisation particulière de l'ayant droit, la diffusion de fan art est illégale, car la reproduction d’une œuvre est sujette aux droits d’auteur ou au droit des marques, en fonction du propriétaire des droits de l’œuvre originale. C’est de lui que dépend la légalité du fan art. Cependant, il ne s’agit pas d’une infraction si le fan art est considéré comme « usage loyal » de l’œuvre.

## Vente de fan art
La production et la vente de fan art n'est en principe pas autorisée. Ce serait une violation des lois de copyright. Cependant l'auteur d'un fan art peut éventuellement contourner ces écueils légaux en invoquant le droit de caricature d'une œuvre, ou en ne retirant aucun profit de la vente de fan art.
Les profits peuvent être reversés à une association par exemple. Ceci est une méthode très courante dans le fanzinat : les fanzines contiennent souvent un « disclaimer », citant les auteurs respectifs des œuvres employées pour les fan art et fanfiction et déclinant tout droit et tout profit fait sur ces reproductions.
La vente de fan art n’est pas autorisée sans l’accord du propriétaire des droits d’auteur. Toutefois, beaucoup d’infractions ont lieu dans ce domaine sans que les coupables n’en soient réellement conscient.

## Manga et animation
Dans le cas des mangas et de l'animation japonaise, certains « goodies » (produits dérivés tels que cartes, autocollants, badges, papiers à lettre, etc.) en vente dans les boutiques spécialisées ou par des amateurs ne sont pas des images officielles mais des fan arts.
Le Dōjinshi, manga amateur utilisant les personnages ou l'intrigue de mangas existant, est un marché extrêmement florissant au Japon. Plusieurs mangaka ont ainsi commencé leur carrière en tant que dōjinshika.

## Youtubeurs
Les œuvres fan arts peuvent également représenter des youtubeurs, dans des univers s'inspirant de ceux de leurs vidéos. Cette pratique est généralement appréciée, voire encouragée par les youtubeurs proprement dits, ces derniers les diffusant parfois sur les réseaux sociaux.